# NGC 2906
NGC 2906 في الفهرس العام الجديد، هي مجرة، تقع في كوكبة الأسد. اكتشفت في 28 ديسمبر 1785 بواسطة ويليام هيرشل.

## روابط خارجية
- NGC 2906 على موقع ويكي سكاي: DSS2, SDSS, GALEX, IRAS, Hydrogen α, X-Ray, Astrophoto, Sky Map, Articles and images